# Par și impar (film)
Par și impar (în italiană Pari e dispari, în engleză Odds and Evens) este un film de comedie italian din 1978, regizat de Sergio Corbucci și avându-i în rolurile principale pe Terence Hill și Bud Spencer.
Subiectul filmului îl reprezintă destructurarea unei rețele mafiote de influențare a pariurilor sportive din Miami de către locotenentul Johnny Firpo (interpretat de Hill), un ofițer de informații al Marinei Americane, ajutat de fratele său vitreg, șoferul de camion Charlie Firpo (interpretat de Spencer).
Filmul a avut succes comercial în Italia (unde s-a clasat pe locul 4 ca valoare a încasărilor în sezonul cinematografic 1978-1979) și în Germania de Vest (unde a fost vizionat de 5.244.000 de spectatori). Criticii specializați au fost mai puțin entuziaști și au consemnat că filmul este amuzant, dar că scenele cu bătăi sunt mult prea lungi și împiedică acțiunea propriu-zisă, care începe abia aproape de sfârșitul primei ore.

## Rezumat
O grupare mafiotă controlează o întreagă rețea de pariuri sportive din sudul Floridei, cu ajutorul politicienilor corupți. Marinarii și ofițerii U.S. Navy pierd bani în mod regulat atunci când pariază la competițiile sportive, indiferent că este vorba de meciuri de fotbal sau de curse nautice ori hipice. În urma numeroaselor plângeri ale subordonaților săi, amiralul O'Connor îi ordonă lt. Johnny Firpo, ofițer în cadrul serviciilor de informații ale Marinei și în același timp un sportiv polivalent care concurează în mai multe competiții de la Miami, să se infiltreze și să dezmembreze rețeaua condusă de Paragoulis (poreclit „Grecul”). Această misiune secretă necesită sprijinul unui cunoscător al rețelei, iar amiralul îi sugerează locotenentului să-l contacteze pe fratele său vitreg, Charlie Firpo, care-i cunoaște bine pe gangsterii lui Paragoulis.
Charlie, care a renunțat însă la pariurile sportive și lucrează acum ca șofer de camion, nu a vrut niciodată să afle informații despre fratele său vitreg după ce tatăl său, Mike, l-a abandonat pe el și pe mama lui pentru a se căsători cu mama lui Johnny. Cei doi se întâlniseră recent atunci când Johnny îl urmărise pe mecanicul care i-a sabotat barca cu motor, iar Charlie l-a ajutat involuntar să scape de gangsteri, după ce aceștia i-au răsturnat castronul cu fasole din care mânca.
Cei doi frați au firi diferite, iar stabilirea unui contact între ei este dificil. Prefăcându-se autostopist, Johnny reușește să-l convingă pe Charlie să-l transporte în oraș, fără a-i spune nimic despre anchetă sau despre relația lor de rudenie. După câteva bătăi cu oamenii lui Paragoulis, în care cei doi frați sunt nevoiți să fie aliați, Johnny fură camionul lui Charlie pentru a-l determina pe fratele său mai mare să-l caute. Frații Firpo se reîntâlnesc pe pista unei curse de automobile uzate, iar Charlie încearcă să-l împingă în afara pistei pe Johnny pentru a afla de la el ce s-a întâmplat cu camionul său. În acest moment, Johnny îi dezvăluie lui Charlie că sunt frați vitregi și, fără a-i spune nimic despre anchetă, îl conduce la tatăl lor, care se prefăcea nevăzător pentru a încasa o pensie. Charlie, care nu-și mai văzuse tatăl de ani de zile, este convins să se implice din nou în pariurile sportive, crezând că banii câștigați astfel vor fi folosiți pentru operația la ochi a tatălui său.
Frații Firpo încep să dea lovituri grele grupării mafiote a lui Paragoulis după ce se infiltrează neobservați printre concurenții unei curse hipice și apoi a unei joc de pelotă, câștigând pariuri de aproximativ o jumătate de milion de dolari. Mai târziu, Johnny îl convinge pe Nynfus, mâna dreaptă a grecului, că este dispus să parieze întregul câștig într-o partidă de poker cu Paragoulis, iar gangsterii îl transportă pe iahtul privat al grecului, care găzduia un cazinou ilegal. În timp ce Johnny participă la partida de poker cu miză mare și câștigă de fiecare dată cu ajutorul cunoștințelor dobândite de la fratele său mai mare, Charlie descoperă întâmplător că tatăl său nu este orb și, dându-și seama că a fost păcălit, pornește în grabă către iahtul lui Paragoulis pentru a-și regla conturile cu Johnny. Între timp, grecul ordonă oamenilor săi să-l elimine pe Johnny, dar chiar în acel moment Charlie ajunge pe iaht. Cei doi frați se pocnesc mai întâi unul pe celălalt și apoi încep împreună să-i bată pe gangsteri.
Intervenția Marinei Americane pune capăt conflictului, iar gangsterii sunt arestați. În acest moment, Johnny îi mărturisește lui Charlie că este ofițer de marină și îl anunță că va fi recompensat cu un camion nou pentru ajutorul acordat anchetei. Tatăl și fiii, aflați acum împreună, aruncă o monedă în aer pentru a decide modul de împărțire al milionului de dolari câștigat de pe urma pariurilor, dar Charlie imită sunetul unui pescăruș și o pasăre se apropie și ia moneda din zbor. Neieșind nici cap și nici pajură, întregul câștig urmează a fi donat orfelinatului local condus de sora Susanna, care se află în pericol de închidere.

## Distribuție
- Terence Hill — lt. Johnny Firpo, ofițer în Marina Americană[9][14][15]
- Bud Spencer — Charlie Firpo, șofer de camion[9][14][15]
- Luciano Catenacci⁠(d) — Paragoulis „Grecul”, conducătorul bandei[14][15]
- Marisa Laurito⁠(d) — sora Susanna, călugărița de la orfelinat[14][15][16]
- Kim McKay⁠(d) — femeia blondă, complice a răufăcătorilor, prietena lui Nynfus[14][15]
- Salvatore Borgese⁠(d) — Nynfus, secundul lui Paragoulis[14][15]
- Jerry Lester⁠(d) — Mike Firpo, tatăl lui Charlie și Johnny[13][14][15][16]
- Woody Woodbury⁠(d) — amiralul O'Connor, superiorul lui Johnny[13][14][16]
- Carlo Reali — ofițer de marină[14]
- Riccardo Pizzuti — Mancino, membru al bandei[14]
- Giancarlo Bastianoni — Verdone, membru al bandei[14]
- Vincenzo Maggio⁠(d) — Tappo (menționat Enzo Maggio)[14]
- Giovanni Cianfriglia⁠(d) — membru al bandei[14]
- Claudio Ruffini — Picchio (Bugsy), membru al bandei[14]
- Sergio Smacchi — Smilzo, membru al bandei[14]
- Salvatore Basile — membru al bandei[14]
- Antonio Verzura⁠(d)[14]

## Producție

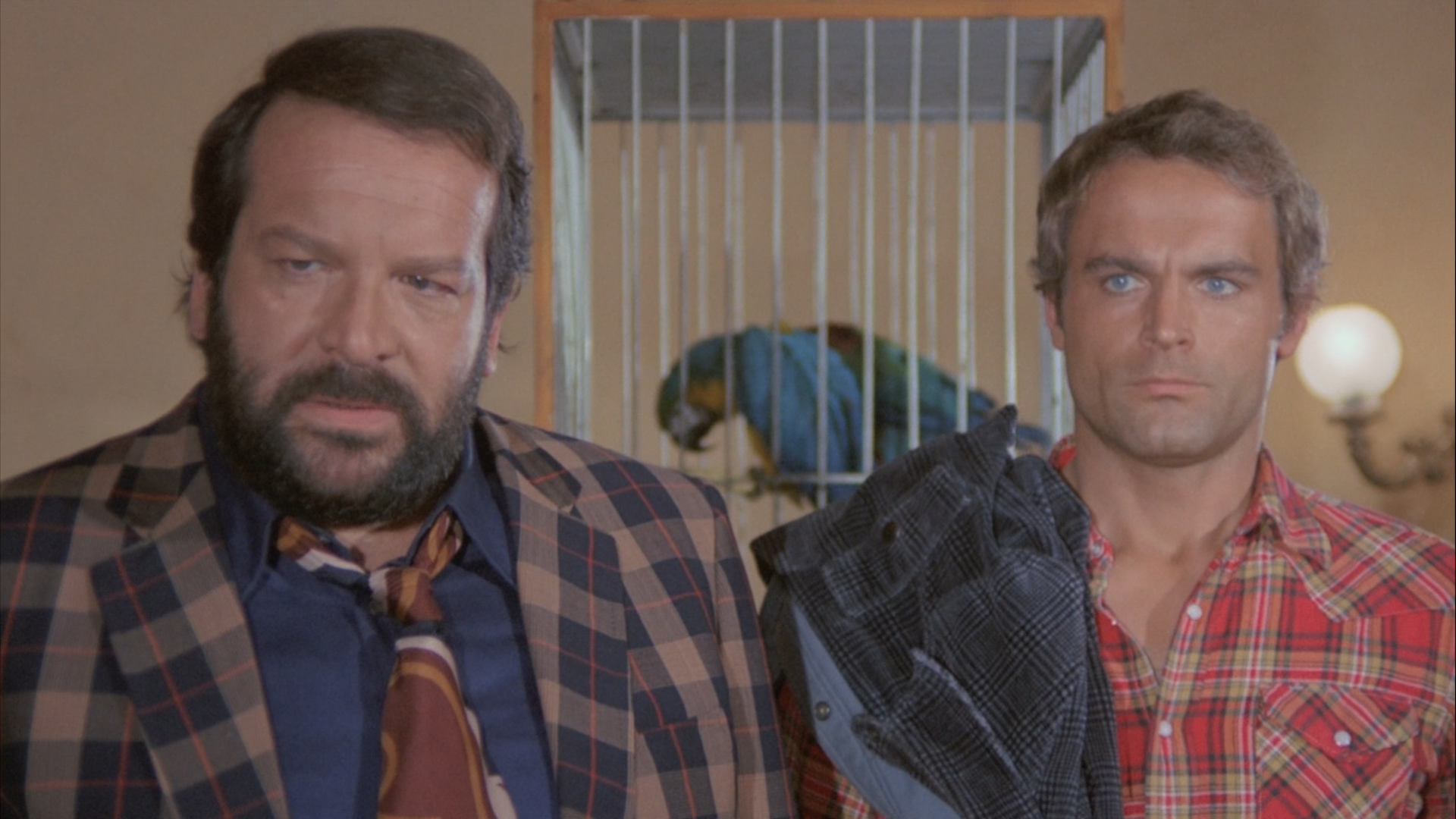
Terence Hill și Bud Spencer în filmul Atenție, nu ne supărați (1974)

Par și impar a fost regizat de Sergio Corbucci (1926-1990), care se remarcase anterior prin westernurile spaghetti cu Franco Nero, Tony Musante și Jack Palance. Scenariul filmului a fost scris de Mario Amendola, Sabatino Ciuffini, Bruno Corbucci și Sergio Corbucci, după o idee a lui Amendola și a lui Bruno Corbucci.
Rolurile principale au fost interpretate de actorii italieni Terence Hill și Bud Spencer, care au jucat împreună în numeroase comedii italo-americane. Cei doi aveau o pregătire sportivă susținută: Terence Hill (pe numele real Mario Girotti) fusese campion la canotaj și practicase gimnastica, în timp ce Bud Spencer (pe numele real Carlo Pedersoli) practicase înotul de performanță și concurase la Jocurile Olimpice din 1952 și 1956. Hill și Spencer deveniseră celebri în rolurile fraților Trinity și Bambino din seria Trinity și își realizau singuri cascadoriile, lucrând cu o echipă de cascadori veterani precum Riccardo Pizzuti, Giancarlo Bastianoni și Sergio Smacchi. Urmăririle și bătăile în care excelau Hill și Spencer sunt completate în filmul Par și impar cu o serie de gaguri realizate de doi comici americani cunoscuți: Woody Woodbury⁠(d) (care joacă rolul amiralului O'Connor) și Jerry Lester⁠(d) (care-l interpretează pe Mike Firpo, care se preface că este orb).
Filmul a fost produs de compania Derby Cinematografica S.R.L. din Roma, sub supravegherea producătorului Vittorio Galiano. Filmările au avut loc în perioada iunie-iulie 1978 în însoritul Miami (Florida, SUA), inclusiv pe stadionul Orange Bowl, pe pista hipică Pompano Park și în incinta oceanariului Seaquarium, și pe platourile studioului De Paolis din Roma. Camionul folosit de Charlie Firpo pentru transportarea delfinilor este un Kenworth W-900-A.
Decorurile filmului au fost proiectate de Marco Dentici, costumele au fost create de Franco Carretti, iar muzica a fost compusă de frații Guido și Maurizio de Angelis (Oliver Onions). Director de imagine a fost operatorul Luigi Kuveiller. Montajul a fost realizat de Eugenio Alabiso și Amedeo Salfa. Durata filmului este de 114 minute.

## Recepție

### Lansare
Par și impar a fost lansat în Italia pe 28 octombrie 1978 și a avut parte, la fel ca și filmele anterioare cu Bud Spencer și Terence Hill, de un mare succes comercial. El s-a clasat pe locul 4 ca valoare a încasărilor în sezonul cinematografic 1978-1979, aducând venituri de 5.524.525.184 de lire italiene, și pe locul 7 ca număr de spectatori, fiind vizionat de 662.000 de persoane.
Filmul italian a fost distribuit apoi și în alte țări, printre care Germania de Vest (14 decembrie 1978), Spania (18 decembrie 1978), Țările de Jos (21 decembrie 1978), Finlanda (22 decembrie 1978), Danemarca (26 decembrie 1978) ș.a. Un mare succes la public a fost înregistrat în Germania de Vest, unde cei doi actori aveau un număr mare de fani, în ciuda faptului că filmele lor continuau să folosească aceleași gaguri. Par și impar a fost vizionat acolo de 5.244.000 de spectatori, ceea ce a făcut ca el să fie distins în anul 1979, alături de filmele americane Superman și Întâlnire de gradul trei, cu Premiul Ecranul de Aur (Goldene Leinwand) pentru cele mai vizionate filme în cinematografele din Republica Federală Germania. Acest premiu este acordat filmelor care au fost vizionate de cel puțin 3 milioane de spectatori.
Ulterior au avut loc lansări și pe alte suporturi video: casetă VHS (1983), DVD (2003) și Blu-ray (20 mai 2013).

### Răspuns critic
Criticii de film au fost mai puțin entuziaști, consemnând că în acest film „a început să se manifeste căderea” duo-ului Spencer-Hill. Astfel, Howard Hughes a scris că „scenele de luptă mult lungite au devenit un obstacol pentru acțiunea propriu-zisă prea lungă, care necesită mai mult de jumătate din durata sa de 112 minute pentru a începe”. Deghizările celor doi actori au fost considerate jenante: astfel, Bud Spencer apare într-o scenă îmbrăcat în bebeluș, cu bonetă și suzetă, iar Terence Hill, care „joacă prea teatral rolul bufonului hiperactiv Johnny”, strâmbându-se în mai multe scene, precum cea în care pretinde că vorbește „delfineza”, apare deghizat în călugăriță. Cronicile altor critici au fost mult mai succinte, precum cea a criticului ziarului regional german Rhein-Zeitung din Koblenz care a caracterizat Par și impar drept o „farsă amuzantă cu bătăi realizată de Sergio Corbucci”.
Enciclopedia cinematografică germană Lexikon des internationalen Films descrie astfel acest film: „În urma unor bătăi interminabile, doi scandalagii scot din funcțiune un cazinou ilegal pe care mafia jocurilor îl are pe un iaht. Film cu bătăi după modelul cunoscut; plin de zarvă, cu glume lipsite de gust și cu o brutalitate abia deghizată.”.